# A Soldier's Play
A Soldier's Play è un'opera teatrale del drammaturgo statunitense Charles Fuller, vincitrice del Premio Pulitzer per la drammaturgia nel 1982. Il dramma è liberamente tratto dal romanzo postumo di Herman Melville Billy Budd ed utilizza un omicidio per esplorare le complicate relazioni di rabbia e rancore che alcuni afroamericani nutrono nei confronti gli uni degli altri.

## Trama
Un funzionario afroamericano è messo a capo delle indagini sull'omicidio di un sergente di colore avvenuto in una base militare nella Louisiana del 1944. Indagando sul passato della vittima, l'ufficiale è costretto a subire i pregiudizi e i rancori che i commilitoni afroamericani nutrono verso gli uomini come lui, soprattutto perché è il primo uomo di colore a rivestire tale carica.

## Produzioni
La Negro Ensemble Company mise in scena la prima produzione del dramma al Theatre Four dell'Off-Broadway, a partite dal 20 novembre 1981. A Soldier's Story rimase in scena per 468 repliche, prima di chiudere il 2 giugno 1983. Il cast originale, diretto dallo stesso Fuller, comprendeva Adolph Caesar (Sergente Waters), Denzel Washington (Soldato semplice Peterson), Larry B. Riley (Soldato semplice C.J. Memphis), Samuel L. Jackson (Soldato semplice Louis Henson), Peter Friedman (Capitano Charles Taylor) e Charles Brown (Capitano Davenport). Il dramma vinse il Premio Pulitzer per la drammaturgia, l'Outer Critics Circle Award alla migliore opera teatrale e l'Obie Award per il miglior cast.
Una nuova produzione è andata in scena al Second Stage Theatre dell'Off-Broadway dal 17 ottobre all'8 dicembre 2005. Jo Bonney curava la regia e il cast comprendeva James McDaniel (Vernon C. Waters), Anthony Mackie (Melvin Peterson), Mike Colter (C.J. Memphis), Dorian Missick (Louis Henson), Steven Pasquale (Charles Taylor) e Taye Diggs (Richard Davenport). Nel 2020 il dramma è tornato a Broadway con Blair Underwood nel ruolo del protagonista e l'allestimento ha vinto il Drama League Award, il Drama Desk Award e il Tony Award al miglior revival di un'opera teatrale.

## Adattamento cinematografico
Nel 1984, Norman Jewison ha diretto Storia di un soldato, l'adattamento cinematografico del dramma. Il film, su sceneggiatura di Fuller, fu candidato a tre Oscar, tra cui miglior film, miglior attore non protagonista (Adolph Caesar) e migliore sceneggiatura non originale (Fuller).